# Władysław Ilcewicz
Władysław Ilcewicz (ur. 14 marca 1898 w Wilnie, zm. 1 października 1957 w Nowym Jorku) – polski aktor teatralny i filmowy, reżyser teatralny, śpiewak.

## Życiorys
W dwudziestoleciu międzywojennym występował w Poznaniu (1920–1922, Teatr Polski 1928–1929, 1930), Grudziądzu (Teatr Miejski 1922–1924), Toruniu (Teatr Miejski 1924–1928, Teatr Polski (nast. Narodowy, Ziemi Pomorskiej) 1932–1938, także reżyserując), Warszawie (Operetka Reprezentacyjna 1929–1930) oraz Wilnie (Teatr Miejski 1938–1939).
W 1933 roku stworzył swoją jedyną kreację filmową, grając rolę kaprala w filmie Ostatnia eskapada w reż. Wacława Serafinowicza.
Po wybuchu II wojny światowej przedostał się do Francji, gdzie w 1940 roku brał udział w objazdowych przedstawienia polskiego zespołu aktorskiego (m.in. w Paryżu). Następnie wyjechał do Stanów Zjednoczonych, gdzie w latach 1942–1945 był członkiem zespołu Polskiego Teatru Artystów w Nowym Jorku.